# Assiniboine (rivier)
De Assiniboine is een rivier die door de Canadese provincies Saskatchewan en Manitoba stroomt. De Assiniboine stroomt zuidoostwaarts vanaf haar bron in Saskatchewan tot ze in de stad Winnipeg samenvloeit met de Red River.
De rivier heeft haar naam te danken aan de Assiniboine, een Indianenstam uit de grensstreek van Canada en de Verenigde Staten.
- Library of Congress Control Number: sh88004864
- Nationale Bibliotheek van Tsjechië: ge1147935
- Nationale Bibliotheek van Israël: 987007548720505171
- Système universitaire de documentation: 145993515
- Virtual International Authority File: 315529815
- WorldCat: E39PBJdGQFtfGvhvh6Cp838Qv3